# Ramón Guerra
Ramón Guerra Bonilla (San Casimiro de Güiripa, Venezuela, 5 de octubre de 1841 - Caracas, Venezuela, 3 de agosto de 1922) fue un caudillo y político venezolano.

## Biografía

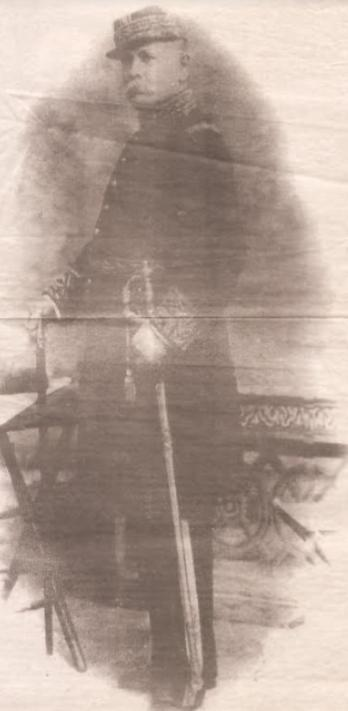
General Ramón Guerra.

Hijo de José Aquilino Guerra y María Buenaventura Bonilla, humildes comerciantes conservadores. Reclutado en 1859 durante la Guerra Federal, sirve en el batallón Victoria por la causa conservadora en Aragua. Llega a teniente de la caballería de la Guardia de Honor de José Antonio Páez. Tras el fin del conflicto volvió a su pueblo donde fue contador y comerciante. Se une a la Revolución Azul de José Tadeo Monagas en 1868 contra el gobierno de Juan Crisóstomo Falcón. Sirve bajo las órdenes de los generales Rufo Rojas, Desiderio Escobar y Wenceslao Casado. Asciende a comandante pero al acabar la revolución vuelve a su hacienda para dedicarse a la agricultura. En 1869 se casa con Emilia García Iriarte.

## Durante el Liberalismo Amarillo
En 1870 estalla la Revolución de Abril de Antonio Guzmán Blanco, lo enfrenta pero es vencido y debe rendirse ante Joaquín Crespo. Vuelve a su hacienda pero durante la Revolución Reivindicadora (1878-1879) lucha por Guzmán Blanco, en 1880 es enviado a someter las partidas en el valle del Tuy. Acusado de sedición, es removido del mando. Jefe civil en Cúa entre 1881-1882 se le ofrece dirigir un levantamiento pero es apresado en el Castillo de San Carlos de la Barra hasta 1886.
Se une en 1892 a la Revolución Legalista de Crespo, siendo general en jefe de los revolucionarios: miembro del Consejo Militar (abril 1893); ministro de Guerra y Marina (junio 1893); diputado principal por el Gran Estado Miranda (1893-1898); y ministro de Guerra y Marina en una segunda ocasión (1894-1896). Durante la Revolución de Queipa en 1898 captura a José Manuel Hernández. 

## Rebeliones
Deseoso de ser gobernador de Miranda, es frustrado por la reforma administrativa del presidente Ignacio Andrade. Se alza en 1899 pero es vencido y huye a Colombia y Curazao. Se une a la Revolución Liberal Restauradora de Cipriano Castro, es diputado y comandante entre 1900 y 1901 pero se distancia del presidente y participa en una conspiración siendo nuevamente encarcelado hasta 1905. Tras la caída de Castro en 1908, se hace miembro del Consejo de Gobierno en 1914 para retirarse de la vida pública. Fallece en 1922.